# William Henry Maxted
William Henry Maxted (ur. 2 lipca 1899 w Hemel Hempstead, zm. 17 grudnia 1918 w Berck-sur-Mer) – podporucznik Royal Flying Corps, as myśliwski  No. 3 Squadron RAF. 
William Henry Maxted rozpoczął służbę w Royal Flying Corps w 1917 roku. Został promowany na oficera 21 października 1917 roku, a przydzielony do No. 3 Squadron RAF 16 sierpnia 1918.
Pierwsze zwycięstwo powietrzne odniósł 16 września 1918 roku nad samolotem Fokker D.VII. 27 września odniósł potrójne zwycięstwo powietrzne. Zestrzelił dwa niemieckie LVG C oraz wspólnie z porucznikiem G. R. Rileyem zestrzelił niemiecki balon obserwacyjny. 
Ostatnie zwycięstwo odniósł 1 października nad samolotem Fokker D.VII.  Maxted poniósł śmierć w czasie wypadku lotniczego. 17 grudnia pilotowany przez niego samolot Sopwith Camel uległ awarii i rozbił się w okolicach Berck-sur-Mer we Francji. Pilot zginął na miejscu. Został pochowany na cmentarzu Etaples Military Cemetery, Pas de Calais.